# フェツアニ・ラウタイミ
フェツアニ・ラウタイミ（Fetuani Lautaimi、1992年10月21日 - ）は、ラグビーユニオン選手。

## プロフィール
- トンガ出身[1]。
- ポジションはフランカー（FL）、ナンバーエイト （No.8）。
- 身長 185 cm、体重 115 kg
- 日本代表キャップは3。

（2017年14月現在）
- U20トンガ代表に選ばれたことがある[2]。

## 略歴
トンガカレッジ、摂南大学を経て、2016年、トヨタ自動車ヴェルブリッツ(現・トヨタヴェルブリッツ)に加入。同年10月8日に行われたジャパンラグビートップリーグ第6節の近鉄ライナーズ戦に途中出場で公式戦初出場を果たす。
2017年11月4日に行われたリポビタンDチャレンジカップ2017オーストラリア代表戦にて途中出場で日本代表初キャップを獲得した。
2018年5月にはサンウルブズの2018年スコッドに追加招集された。
2025年5月、トヨタヴェルブリッツを退団した。